# Inkubator (Biologie)
Ein Inkubator, auch Brutschrank, Brutapparat oder medizinisches Temperiergerät, ist ein Gerät, mit dem in der Biologie kontrollierte Außenbedingungen für verschiedene Entwicklungs- und Wachstumsprozesse geschaffen und erhalten werden können. Er dient der Schaffung und Erhaltung eines Mikroklimas mit eng geregelten Luftfeuchtigkeits- und Temperatur-Bedingungen.

## Geschichte
Der niederländische Physiker, Chemiker, Konstrukteur und Instrumentenbauer Cornelis Drebbel (1572–1633) gilt als Erfinder des ersten Thermostats der Neuzeit, welches die Grundlage des Inkubators bildet. Er entwickelte ihn für alchemistische Öfen sowie für
Brutschränke zum Ausbrüten von Hühnereiern. Bei diesem brannte unter dem eigentlichen Brutkasten, dessen hohle Wände mit Wasser gefüllt wurden, ein Feuer im Brutofen. Die Verbrennungsgase stiegen außen an den Wänden des Brutkastens empor und konnten durch einen Rauchabzug entweichen. Um die Wassertemperatur zu regeln, steckte im wassergefüllten Boden des Brutkastens ein Temperaturfühler aus Glas. Ein zylindrisch geformter Teil dieses lang gestreckten Glaskörpers war mit Alkohol gefüllt, ein zweiter, u-förmiger Teil mit Quecksilber. Mit der Wassertemperatur bewegte sich aufgrund der Wärmeausdehnung des Alkohols auch die Quecksilbersäule. Mit dem Quecksilberspiegel an, wurde ein darauf liegender Schwimmstab bewegt. Über einen damit verbundenen Hebel wurden der Rauchabzug und damit auch die Sauerstoffzufuhr geschlossen bzw. geöffnet, was zur Regelung des Feuers im Ofen und damit auch der Temperatur verwendet wurde.
Im 18. Jahrhundert war es schließlich der französische Erfinder und Hühnerzüchter Jean Simon Bonnemain (~1743–1828), der als erster eine industriell herstellbare Temperaturregelung – wiederum für einen Brutkasten, der bei der Hühnerzucht eingesetzt wurde – erfand. Er beruht auf dem Prinzip, dass unterschiedliche Metalle sich unter Temperatureinfluss unterschiedlich ausdehnen. Als Temperaturfühler im Wasser fungierte eine Eisenstange in einem Blei- oder Zinkrohr. Am unteren Ende ist das Bleirohr verschlossen und die Eisenstange fest an diesem Verschluss verschraubt. Am oberen Ende des Rohres ist eine Fassung aus Kupfer oder Messing aufgelötet, die über einen Hebelarm mit der Frischluftklappe verbunden ist. Da der Längenausdehnungskoeffizient von Blei größer ist als der von Eisen dehnt sich das Rohr bei steigender Temperatur stärker aus als der Eisenstab, die Frischluftklappe schließt sich und die Temperatur geht aufgrund der sinkenden Sauerstoffzufuhr zurück.

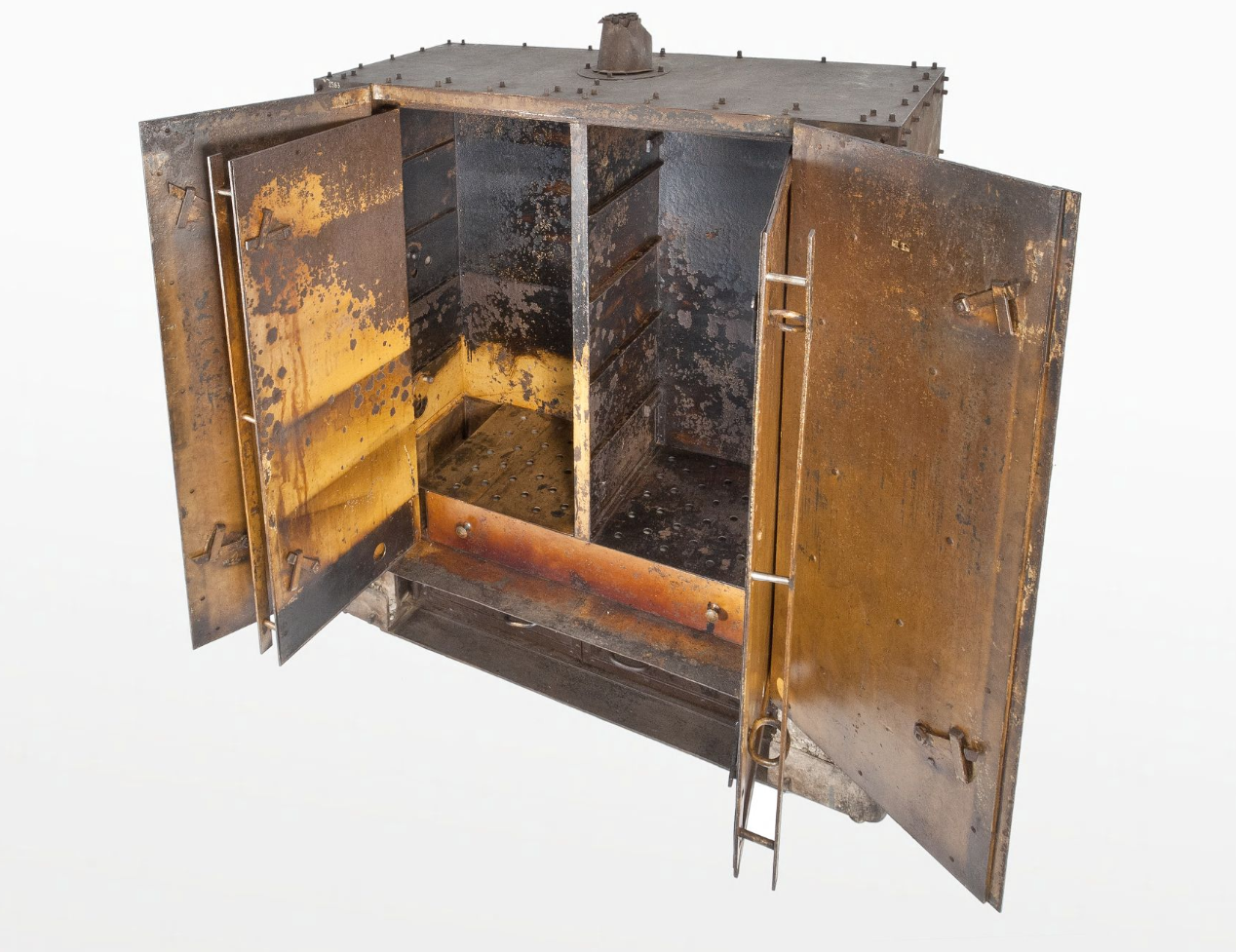
Erster Brutschrank Robert Kochs zur Erforschung des Tuberkulose-Erregers (1881)

In der zweiten Hälfte des 19. Jahrhunderts widmeten sich insbesondere Robert Koch und seine Institutsmitarbeiter der Entwicklung mikrobiologischer Methoden und Techniken. So ließ er im Jahr 1881 einen Brutschrank zur Bakterienaufzucht bauen. Kurze Zeit später wurden Brutschränke bereits in Serie gefertigt, allen voran von der Berliner Firma Lautenschläger. Der Lautenschlägersche „Thermoregulator“ basierte (ähnlich wie Drebbels Konstruktion) auf der Wärmeausdehnung von Quecksilber, welches in einem geschlossenen System zur Regulierung eines Gasbrenners verwendet wurde. Brutschränke wurden in dieser Zeit ausschließlich mit einer konstanten Temperatur betrieben, eine Temperaturregelung auf mehrere Temperaturen war noch nicht möglich. Isoliert waren sie mit Asbest oder Linoleum, ein Wassermantel sorgte für die Wärmeübertragung in den Innenraum, geheizt wurde mit Gas. Auch Doppeltüren, die inneren aus Glas, waren bereits eine Standard. Die Kalibrierung des Temperaturreglers war allerdings deutlich aufwendiger als heute.
Mit zunehmender Elektrifizierung der Städte zogen ab dem Beginn des 20. Jahrhunderts elektrisch beheizte Brutschränke in die Labore ein. Die Reglerprinzipien blieben jedoch noch lange Zeit mechanisch, und Quecksilber wurde häufig verwendet, da dessen thermische Ausdehnung weitgehend direkt proportional mit der Temperatur verläuft. Mit der Erfindung von Kontaktthermometern waren diese bis weit ins 20. Jahrhundert hinein in Temperiergeräten der gebräuchlichste schaltende Messfühler. Anfangs besaßen sie feste Kontakte und konnten über ein Relais eine elektrische Heizung nur an- oder ausschalten. Die Ilmenauer Firma Juchheim meldete im Jahr 1926 das erste Glaskontaktthermometer zum Patent an, mit dem variable Temperatureinstellungen über verstellbare Metallfäden möglich waren.
Ab den 1970er Jahren sorgten vollelektronische Regler, später mit Beginn des digitalen Zeitalters mikroprozessorgesteuerte Regler in Kombination mit hochempfindlichen Temperatursensoren dafür, dass Temperiergeräte heute ein präzises Regelverhalten aufweisen. Meist kommen Widerstandsthermometer mit Platintemperatursensoren zum Einsatz. Heutige Geräte ermöglichen vielfältige Temperaturverlaufsregelungen und Temperaturüberwachungen. Sie kommunizieren mit anderen Geräten oder externen Rechnern und tauschen Daten mit gerätespezifischen oder übergeordneten Programmen aus. Viele Geräte verfügen über interne Datenlogger, in denen sämtliche Messwerte und Parameter über einen bestimmten Zeitraum manipulationssicher aufgezeichnet werden.

## Aufbau und Formen
Der Brutschrank verfügt über eine Temperaturregler mit Zeitsteuerung (z. B. konstante Temperatur oder Temperaturverläufe mittels Heizung und/oder Kühlung) und unter Umständen einer Möglichkeit für die Regelung der zugeführten Frischluft. Die Temperatur wird vom Inkubator äußerst genau eingehalten. Um reproduzierbare Versuchsergebnisse sicherzustellen, sind Temperaturkonstanz und Temperaturhomogenität auch ohne Betrieb eines Lüfters wichtige Qualitätskriterien für einen Brutschrank. Mikrobiologische Brutschränke verfügen üblicherweise über einen Temperaturbereich von +5 bis +100 °C. Für Anwendungen, die Temperaturen im Bereich der Raumtemperatur und darunter bis hin zu Minusgraden erfordern, oder, wenn die Umgebungstemperatur sehr hoch ist, gibt es spezielle Kühlbrutschränke (beispielsweise für Haltbarkeitstests von Lebensmitteln).
Die eingestellte Temperatur ist auf das Temperaturoptimum der zu inkubierenden Mikroorganismen abgestimmt. Für das darmbewohnende Bakterium Escherichia coli liegt diese Temperatur bei 37 °C. Bodenorganismen, beispielsweise der Gattung Pseudomonas, werden bei 28 °C inkubiert. Meeresbewohnende Organismen (z. B. Vibrio fischeri) benötigen nur Temperaturen von 4 bis 10 °C. Für Agrobakterien, ein Bodenbakterium, ist hingegen eine Temperatur von 21 °C optimal.
Wird der Inkubator für einen Restriktionsverdau verwendet, richtet sich die Temperatur nach dem Mikroorganismus, aus dem das Enzym isoliert wurde. Da viele der gängigen Enzyme aus E. coli gewonnen werden, liegt die Temperatur hierbei in der Regel bei 37 °C.

### CO2-Inkubatoren
CO2-Inkubatoren dienen der Kultivierung tierischer Zellen und regeln den CO2-Anteil auf etwa 5 % (V/V). Bei der In-vitro-Kultivierung wachsen Zell- und Gewebekulturen im Labor in einer möglichst naturgetreuen Umgebung oftmals über mehrere Wochen heran. In einem CO2-Brutschrank, auch Begasungsbrutschrank genannt, können dafür neben der Temperatur zusätzlich auch Feuchte und CO2-Gehalt geregelt werden. Bei einigen Geräten, insbesondere für die In-vitro-Fertilisation, können darüber hinaus auch Sauerstoff- und Stickstoffgehalt geregelt werden. Ein weiteres Qualitätskriterium bei modernen Begasungs-
brutschränken ist die Möglichkeit, den Innenraum inklusive der Einbauten und Sensoren zu dekontaminieren bzw. zu sterilisieren. Inkubatoren mit speziellen Wendevorrichtungen werden bei embryonierten Hühnereiern eingesetzt.

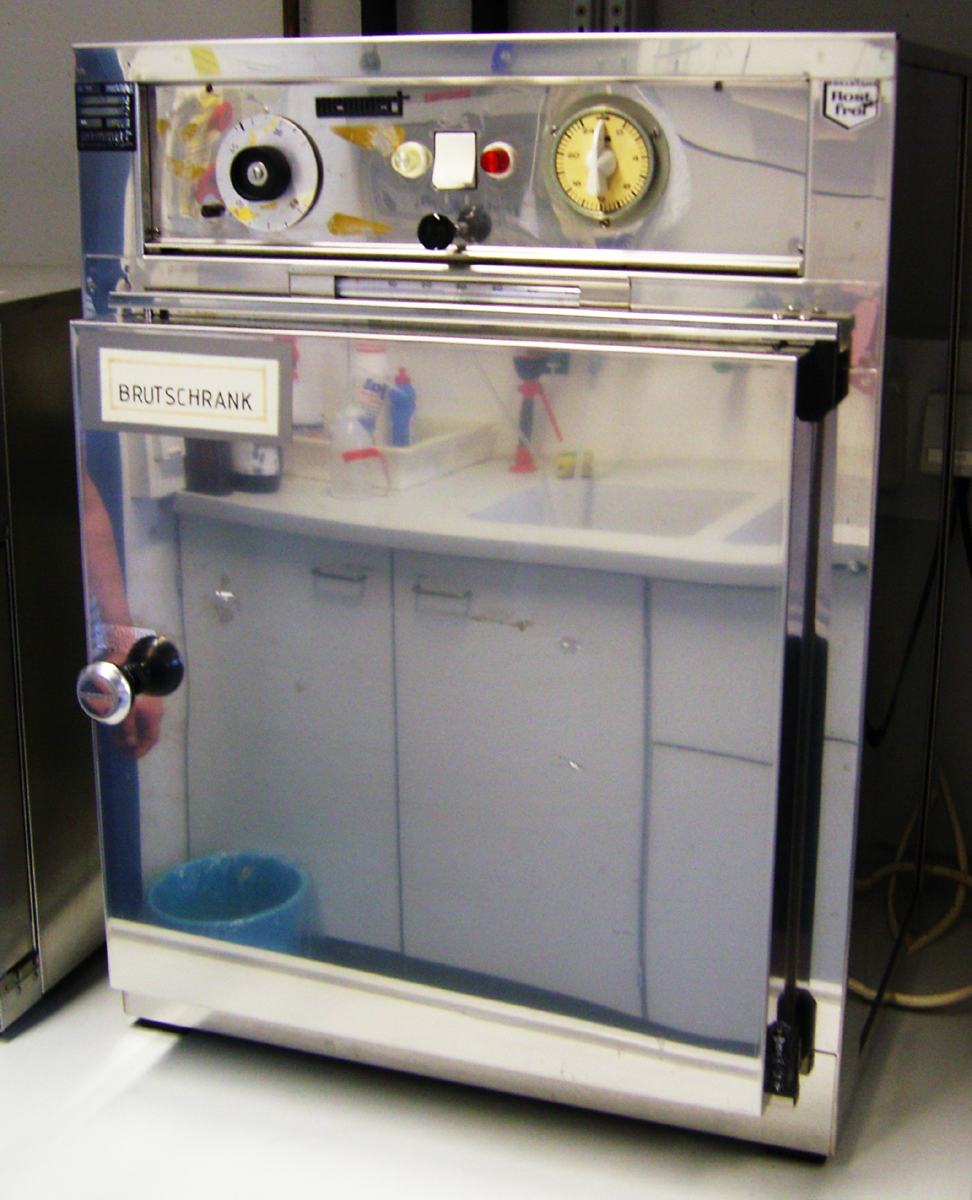
Inkubator geschlossen
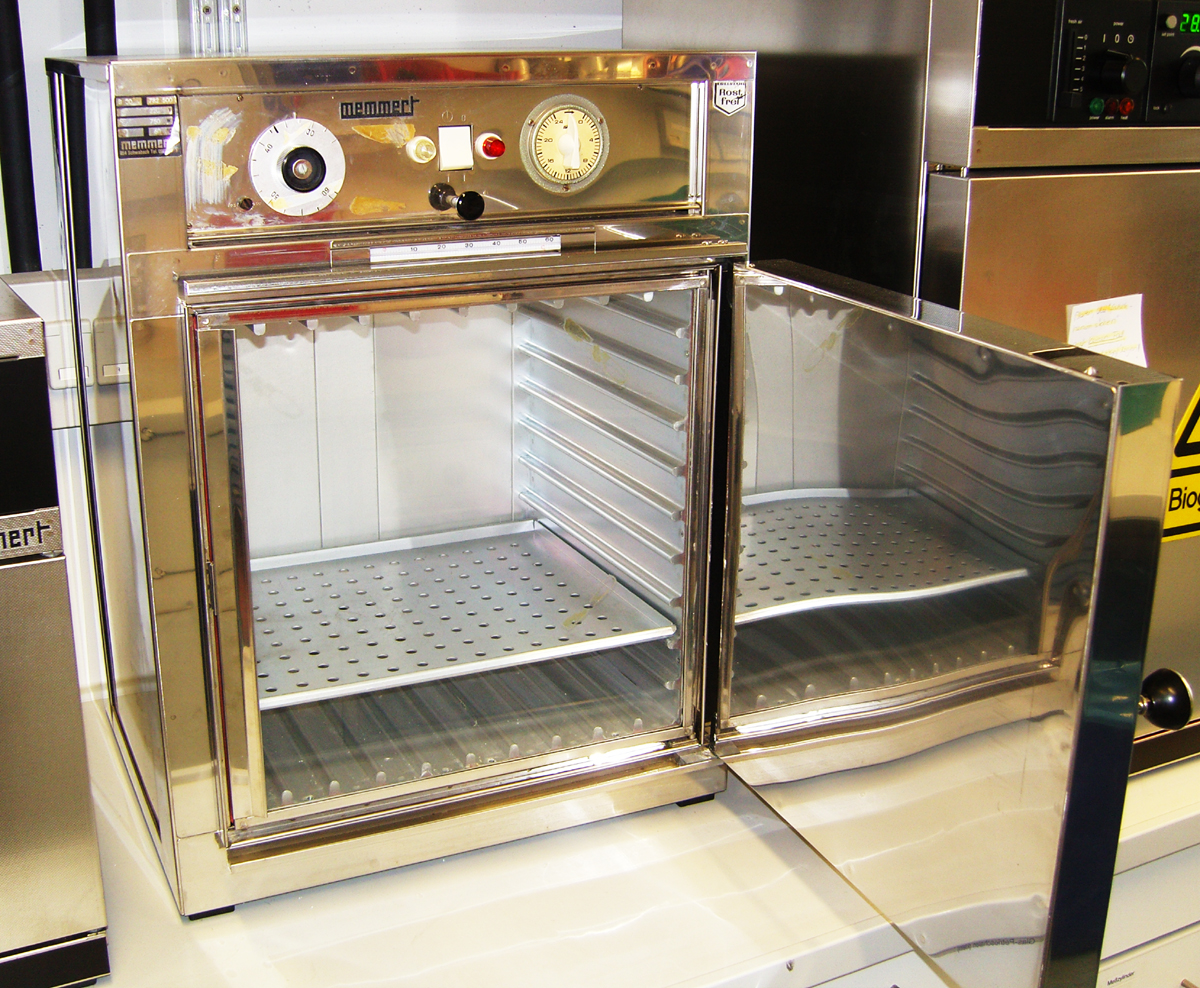
Inkubator geöffnet
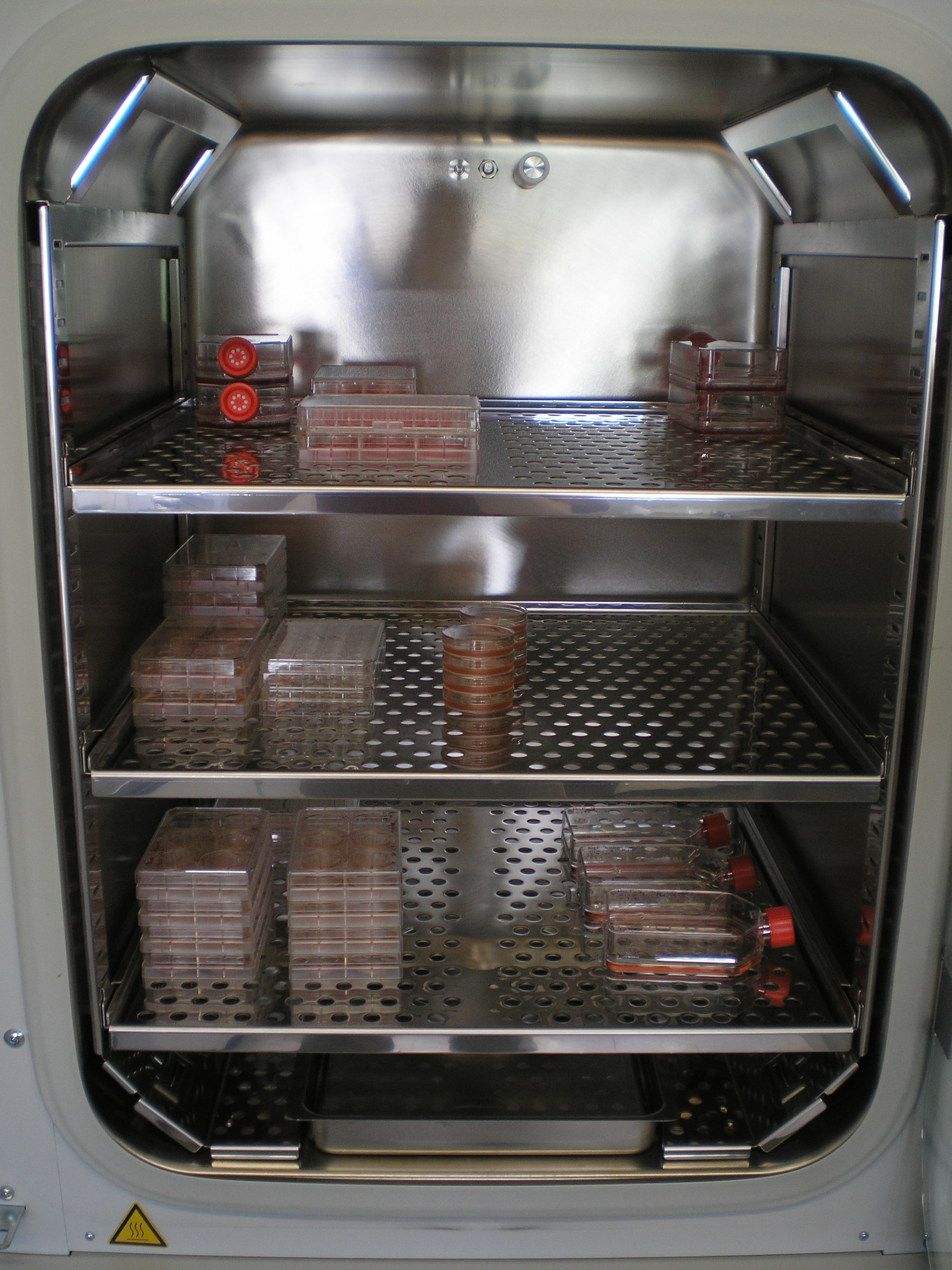
CO2-Inkubator geöffnet
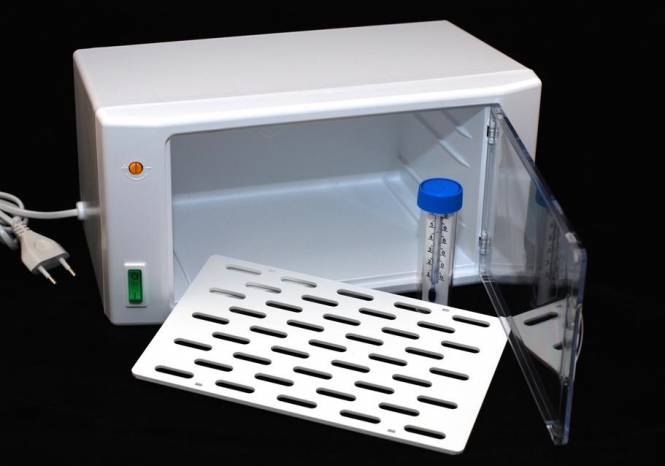
Einfacher Inkubator für das kleine Labor. Er dient dem Bebrüten von Abklatsch und Eintauchobjekten.

### Inkubationsschüttler
Des Weiteren gibt es Schüttel-Inkubatoren, bei denen die Bodenplatte beweglich ist. Diese Inkubatoren verwendet man, um zu vermeiden, dass die zu kultivierenden Bakterien eine Kahmhaut bilden. Über das Bedienelement kann bei diesen Inkubatoren die entsprechende Schüttelfrequenz eingestellt werden. Typisch sind Frequenzen von 50–400 min−1 bei 25 mm Orbitdurchmesser und 50–300 min−1 bei 50 mm Orbitdurchmesser.
Im Vergleich zu einem gewöhnlichen Inkubator wird bei einem Inkubationsschüttler die Probe ständig durchmischt. Für aerob lebende Organismen und Zelllinien ist die Durchmischung essentiell, um eine ausreichende OTR aus dem Kopfgas in das Medium sicherzustellen. Das fördert das Zellwachstum, wodurch sich unter Umständen kürzere Versuchszeiten ergeben. Die Durchmischung erlaubt weiterhin eine Simulation von Prozessen im menschlichen Organismus. Je nach Anwendung sind Versuchslaufzeiten von mehreren Wochen erforderlich, weshalb einige Inkubationsschüttler für den unüberwachten Betrieb freigegeben sind.
Inkubationsschüttler gibt es in verschiedenen Größen, von kleinen Tischmodellen bis hin zu großen, auf dem Boden stehenden Modellen. Die Größe des Gerätes richtet sich nach der Menge der zu bearbeitenden Probe.
Temperatureinstellungen sind in der Regel von −10 °C bis hin zu +80 °C möglich. Eine hochgenaue Temperaturregelung ist für medizinische und biologische Anwendungen unabdingbar, um optimales Zellwachstum zu erreichen. Deshalb sind meist mehrere Temperaturmessfühler unter der Haube angebracht, um mit Hilfe einer elektronischen Regelung die Temperatur konstant zu halten.
Proben werden normalerweise in gewöhnlicher Laborglasware aufbewahrt, z. B. Erlenmeyerkolben oder Petrischalen und auf dem Schütteltisch mit Klammern oder Haltern fixiert.

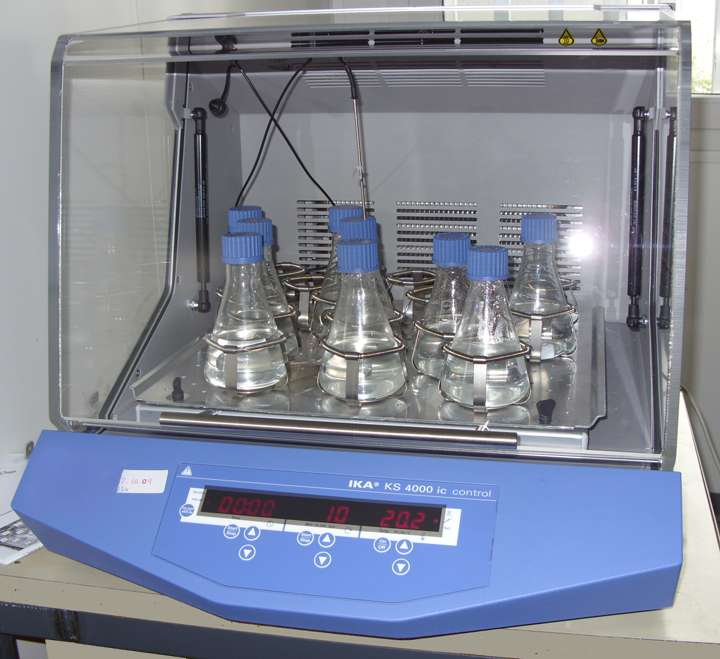
Inkubationsschüttler mit Aufsatz und Glasware
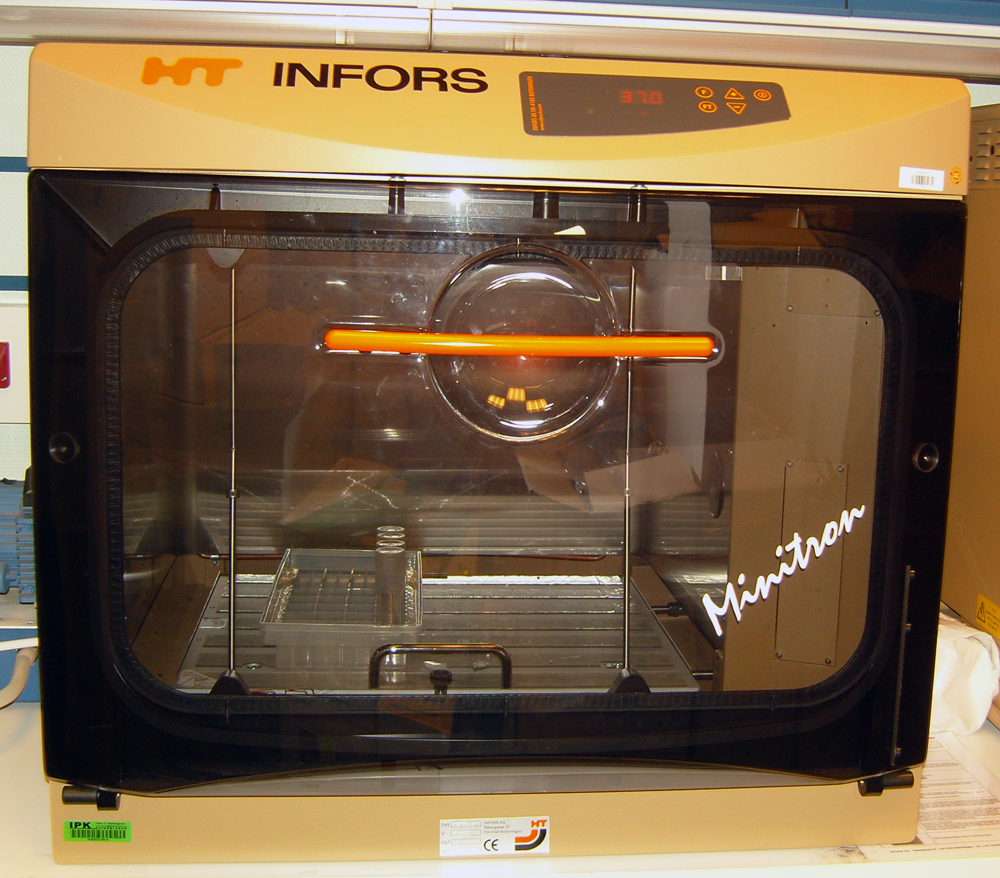
Schüttel-Inkubator Frontansicht
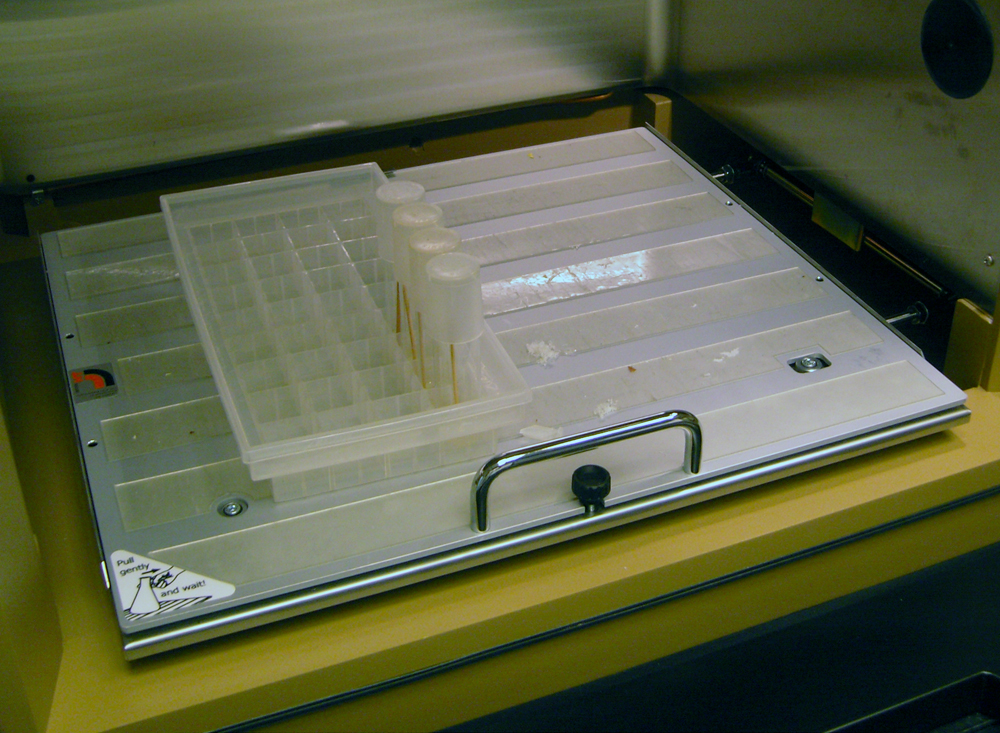
Schüttel-Inkubator Innenansicht
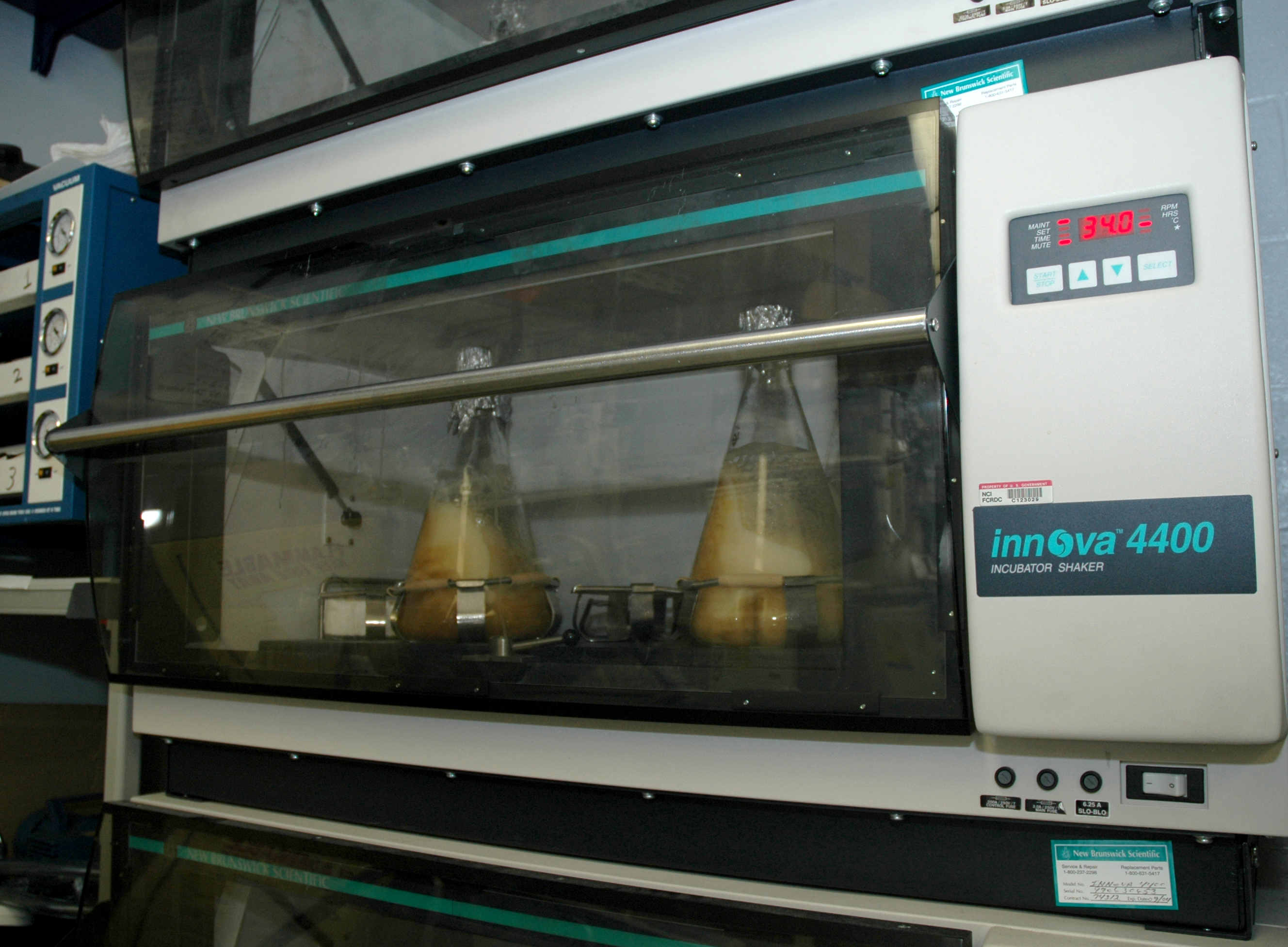
50 mm-Orbit-Inkubationsschüttler mit 2 schikanierten 2L-Erlenmeyerkolben